# Kantongerecht Boxmeer

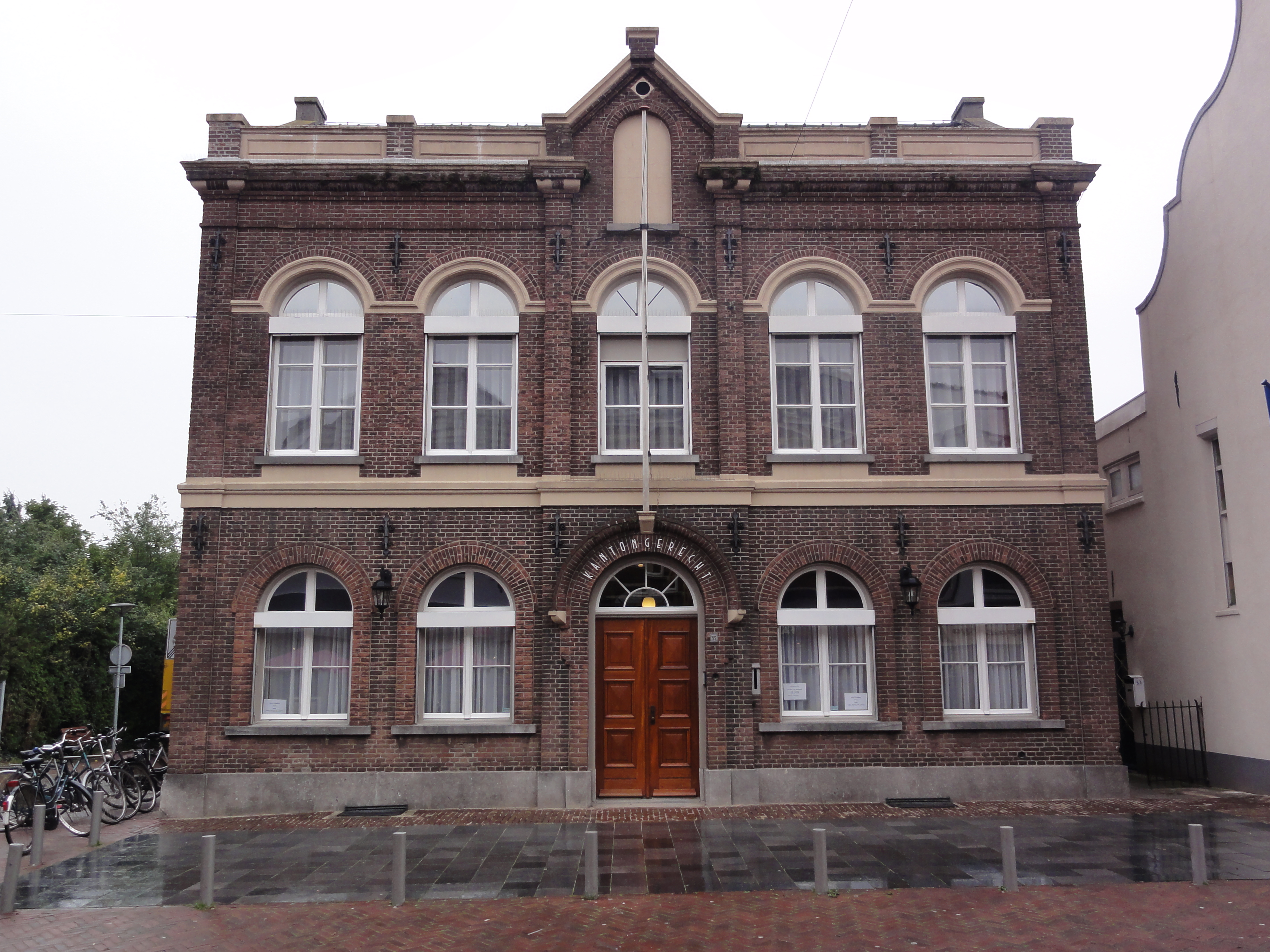
Het kantongerecht aan de Steenstraat

Het kantongerecht Boxmeer was een kantongerecht en huis van bewaring in Boxmeer. Het gebouw is een rijksmonument.
Het gebouw werd in de periode van 1861 tot 1863 gebouwd volgens een ontwerp van de Boxmeerse architect J.F. Beuyssen. Hij werkte daarbij volgens het standaardschema dat Allard Pierson in 1859 had ontworpen voor een Huis van Bewaring annex Kantongerecht op het platteland. Het gebouw bestaat uit een voorgebouw waarin de kantoren en de cipierswoning waren ondergebracht en een achtergebouw met het cellencomplex. Het kantongerecht - dat al sinds 1838 in Boxmeer was gevestigd, maar eerder op een andere locatie zat - verhuisde in 1863 naar dit nieuwe gebouw.
De cipiers van het Huis van Bewaring (en daarmee ook bewoners van het pand) waren:
- Willem van Beurden (van 1865 tot 1893)
- Wolfert Fonse (van 1893 tot 1910)
- Alfons Veugelers (van 1910 tot 1919)
- Cornelis de Kruijf (van 1919 tot 1955)

Kort voor de Tweede Wereldoorlog verloor het gebouw zijn functie als huis van bewaring; het werd daarna alleen nog als kantongerecht gebruikt. Tijdens de oorlog werd het gebouw door het Engelse leger als hoofdkwartier gebruikt. Aan het eind van de oorlog werden er tijdelijk nog NSB'ers in het cellencomplex vastgezet.
Het gerecht in Boxmeer was bij de instelling het vierde kanton van het arrondissement Eindhoven. Na de afschaffing van het kantongerecht als zelfstandig gerecht bleef het tot 2002 in gebruik als zittingsplaats voor de sector kanton van de rechtbank 's-Hertogenbosch. 
In 2013 kwam het gebouw leeg te staan. Het werd gekocht door oud-Boxmerenaar Guido Weijers. Tegenwoordig zit restaurant 'Het Kantongerecht' in het pand. Achter in het gebouw zijn de oude cellen nog te zien.